# هنري جاكسون إليكوت
هنري جاكسون إليكوت (بالإنجليزية: Henry Jackson Ellicott)‏ هو نحات أمريكي، ولد في 22 يونيو 1847 في أنابولس في الولايات المتحدة، وتوفي في 11 فبراير 1901 في واشنطن العاصمة في الولايات المتحدة.